# Uterusmyom-Embolisation
Die Uterusmyom-Embolisation, auch Uterusarterienembolisation genannt, ist ein Therapieverfahren zur Behandlung gutartiger Gebärmuttertumore (Myome). Dabei wird in der Gebärmutter ein künstlicher Infarkt – also eine gewollte Verstopfung der Gebärmutter-Arterien – ausgelöst und damit die Blutzufuhr zum bzw. zu den Myomen unterbrochen. 

## Geschichte
Seit der Erstanwendung durch Ravina 1995 hat die angiographische Behandlung von symptomatischen Uterusmyomen mittels eines durch die Haut (perkutan) in die Uterusarterie eingelegten Angiographiekatheters unter Röntgen-Steuerung in einer Angiografie weltweit eine rasche Ausbreitung erfahren (>200.000 Myomembolisationen weltweit). Nachdem sie zunächst vor allem in Frankreich, Großbritannien und den USA stattfand (sogenannte uterine fibroid embolization UFE), wird dieses minimalinvasive angiografische Verfahren in Deutschland seit 2000 angewandt.

## Durchführung
Bei der nicht-operativen, minimalinvasiven Uterusmyom-Embolisation wird in der Gebärmutter ein künstlicher Infarkt – also eine gewollte Verstopfung der Uterus-Arterien – ausgelöst und damit die Blutzufuhr zum bzw. zu den Myomen unterbrochen. Dazu werden bei der Uterusmyom-Embolisation sandkorngroße (zwischen 500 und 900 Mikrometer messende) Gelatine- oder Kunststoffpartikel über einen Katheter in der Leistenarterie in die beiden Gebärmutterarterien eingeleitet. Die Verringerung oder Unterbrechung der Blutzufuhr führt dazu, dass alle im Uterus befindlichen Myome während dieses Eingriffes gleichzeitig behandelt werden können und innerhalb einiger Monate schrumpfen. Das Ausmaß der Schrumpfung der Myome sagt dabei nichts aus, ob die Rückbildung der präinterventionellen Symptome besonders gut sein wird. Die Myombedingten Symptome, wie Schmerzen und Krämpfe im Unterleib, ständiger Harndrang und massiv verstärkte bzw. verlängerte Menstruationsblutungen bessern sich durch den Eingriff meistens oder verschwinden ganz. Die meisten Myome im Myometrium schrumpfen um etwa 50–70 %. Die abgestorbenen Gewebestücke werden nach einigen Wochen vom menschlichen Organismus abgebaut bzw. schrumpfen oder submukosale Anteile (also Myomanteile zur Gebärmutterhöhle hin) werden durch Ausscheiden während der Periode entsorgt.
Das Verfahren sollte möglichst nur in Zusammenarbeit zwischen einem (interventionellen) Radiologen (Durchführung der Embolisation) und einem Gynäkologen (Patientenvorbereitung und klinisches Follow-up) durchgeführt werden. Die Uterusmyom-Embolisation kann die Indikationen bei einer klinisch symptomatischen Myomerkrankung mit transmuralen, nicht gestielten kleinen subserösen und submukösen Myomen (mit einer myometrialen Verankerung >50 % der Uteruszirkumferenz) gestellt werden.
Als Kontraindikationen gelten eine manifeste Entzündung der Harn- und Geschlechtsorgane, gestielte subseröse oder submuköse Myome, eine Adenomyosis uteri (Endometriose in der Uterusmuskelschicht) ohne dominantes Myom und eine klinisch symptomlose Myomerkrankung.
Die Uterusarterienembolisation ist keine Behandlungsmethode bei Kinderwunschpatientinnen mit Myomen. Bevor jedoch bei einer Patientin mit nicht abgeschlossener Familienplanung eine Hysterektomie in Erwägung gezogen wird, welche bei Kinderwunsch eigentlich nicht angezeigt ist, sollte die Möglichkeit einer UAE geprüft werden. Für Patientinnen mit Kinderwunsch ist die Rolle der UAE als Behandlungsoption bislang nicht geklärt. Es existieren bisher keine prospektiv erhobenen Daten, deren Ergebnisse mit der erforderlichen Evidenz eine Aussage über den Einfluss der UAE auf Fertilitätsrate und Schwangerschaftsausgang zulassen.
Die Myomembolisation führt im mittelfristigen Verlauf zu einer deutlichen Verbesserung der myombedingten Beschwerden (verstärkte und/oder verlängerte Monatsblutungen, Druckbeschwerden und Beschwerden beim Wasserlassen) bei etwa 80–85 % der embolisierten Patientinnen. Die Zufriedenheit der Patientinnen mit dem Behandlungsergebnis ist sehr hoch, ebenso wie auch die Bereitschaft, das Verfahren weiterzuempfehlen. Schwerwiegende oder behandlungsbedürftige Komplikationen wie ein permanentes oder passageres Ausbleiben der Periode (Amenorrhoe) oder die Notwendigkeit zur Hysterektomie (operative Entfernung der Gebärmutter) aufgrund einer Blutung oder Infektion nach der Myomembolisation sind selten, können jedoch noch einige Wochen bis wenige Monate nach der Therapie auftreten.

## Technischer Ablauf einer Myomembolisation
Eine Myomembolisation sollte nur durch einen erfahrenen interventionellen Radiologen durchgeführt werden. Nach Lagerung der Patientin auf dem Angiographietisch wird die Leiste lokal abgewaschen und (wie im OP) die Leiste und der Unterkörper mit sterilen Tüchern abgedeckt. Der durchführende Radiologe macht eine Lokalanästhesie (in der Regel in der rechten Leiste), um dann die Femoralarterie zu punktieren. Über diese wird ein Katheter unter Röntgenkontrolle in die beiden die Gebärmutter jeweils auf eine Seite versorgenden Uterusarterien vorgeschoben. Zur Behandlung der Schmerzen (durch die zunehmende Ischämie der Myome unter der Embolisation) bedarf es meist einer sogenannten Schmerz (PCA)-Pumpe (Patientenkontrollierte Analgesie), wo von der Patientin selbstständig intravenöse Schmerzmittelportionen abgerufen werden können. Um die den Uterus versorgenden Gefäße darzustellen, wird über den Katheter ein Kontrastmittel injiziert. Erst wenn der Katheter sicher im zuführenden Gefäßsystem des Myoms platziert ist, wird über diesen das zuführende Gefäßsystem embolisiert. Die meist verwendeten kleinen Gelatine- oder Plastikartigen-Partikel fließen in die Endarterien des oder der Myome und verbleiben darin dauerhaft. Über ein paar Minuten werden die zuführenden Gefäße langsam blockiert. Die Embolisation wird fortgeführt bis zur fast vollständigen Blockade des Blutflusses im Myom. Diese Prozedur muss auch im zuständigen Gefäßsystem der Gegenseite des Uterus in gleicher Weise durchgeführt werden. Nach der Embolisation erfolgt das Zurückziehen des Katheters und das Verschließen der Punktionsstelle durch einen Druckverband, der 24 Stunden belassen wird. Üblicherweise verbleibt die Patientin nach diesem ein- bis anderthalbstündigem Eingriff noch einen bis zwei Tage stationär und benötigt über die ersten 24 Stunden auch eine begleitende Schmerztherapie.